# 孤儿院广场

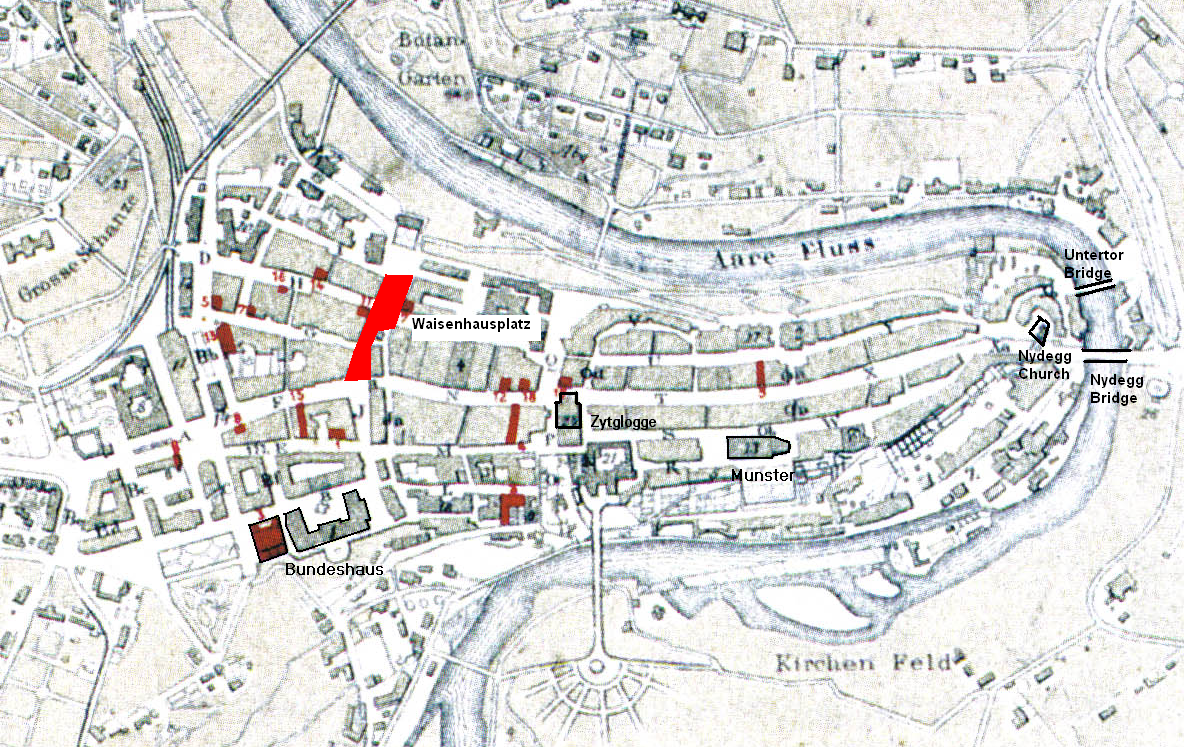

孤儿院广场（Waisenhausplatz）是瑞士伯尔尼市中心中世纪老城的一个广场，位于内新城（Innere Neustadt）的边缘，建于1255至1260年伯尔尼老城第二次扩张期间，尽管广场是后来才建成。它建立在半岛北部，由市场街与熊广场（Bärenplatz）隔开。它是世界遗产项目伯尔尼老城的一部分。 

## 历史

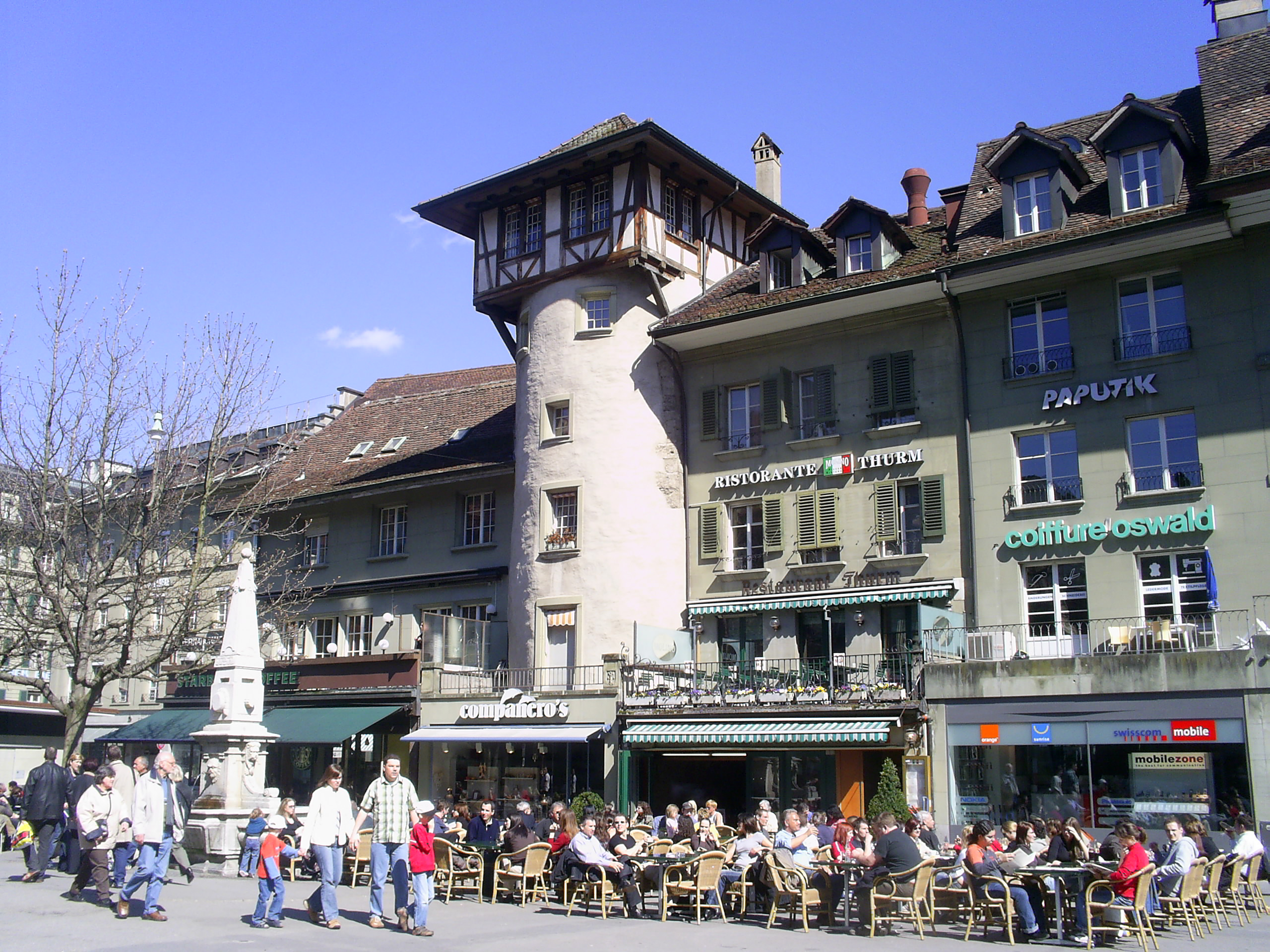
孤儿院广场和荷兰塔

在19世纪，孤儿院广场最初用来描述三个独立的广场。 南部（2-14号）于16世纪建在第二道城墙前的壕沟上，原本称为牛市场（Viehmarkt），后来称为木材市场（Holzmarkt），葡萄酒广场（Weinplatz）。最后在18和19世纪称为猪肉市场（Schweinemarkt）。孤儿院广场中部（16-28号）也建在壕沟上，被称为军械库广场（Zeughausplatz）。北部（29/30号）建于1784年，一直被称为孤儿院广场。